# Vicky Galindo
Pour les articles homonymes, voir Galindo (homonymie).
Vicky Galindo (née le 22 décembre 1983 à Hayward) est une joueuse de softball américaine. Durant les Jeux olympiques d'été de 2008, elle remporte une médaille d'argent avec l'équipe américaine de softball.